# Île de Dordrecht
L'Île de Dordrecht est une île néerlandaise correspondant à la commune de Dordrecht, sur laquelle est située la ville de Dordrecht.

## Géographie
Sans être une vraie île fluviale, l'île de Dordrecht est entourée de rivières : 
- Merwede inférieure au nord
- Nouvelle Merwede à l'est et au sud-est
- Hollands Diep au sud
- Dordtsche Kil à l'ouest
- Vieille Meuse au nord-ouest

En outre, l'île est divisée en deux par le Wantij. La partie nord-est de l'île est constituée de la partie hollandaise du Biesbosch. 
L'île est reliée aux terres et îles des alentours par plusieurs ponts, tunnels et bacs. 
La superficie de l'île est de 99,45 km², dont 19,92 km² est constitué des étendues d'eau. Au 1er mai 2006, l'île a 118 871 habitants, et une densité de 1 495 habitants au km².
Outre la ville de Dordrecht et ses quartiers (qui englobent certaines anciennes localités indépendantes comme Dubbeldam), on distingue les localités de Tweede Tol, Wieldrecht, Willemsdorp et Kop van 't Land.

## Histoire
L'Île de Dordrecht est née la nuit du 19 novembre 1421, lors de l'Inondation de la Sainte-Élisabeth. Avant, Dordrecht était situé dans le nord-ouest du Groote of Hollandsche Waard. 
Pendant des siècles, l'Île de Dordrecht était une vraie mosaïque de bailliages (Dubbeldam), de polders (Oud-Dubbeldam, Noordpolder, Zuidpolder, Aloïsenpolder, Wieldrecht), de seigneuries (Huis ter Merwede), de buitenplaatsen (Dordtwijk, Dubbelmonde, Eikendonk), de lieux-dits, hameaux, villages, communes (De Mijl, Dubbeldam, Wieldrecht) et la ville de Dordrecht. À plusieurs reprises, des annexions de territoires et fusions de communes eurent lieu, car notamment la ville de Dordrecht avait besoin de territoire pour son expansion. Jusqu'au 1er juillet 1970, la partie orientale de l'île appartenait même à la commune de Sliedrecht, ville située sur l'autre rive de la Merwede inférieure. Depuis cette date, la commune de Dordrecht comprend toute l'île de Dordrecht.